# Asiceratinops
Asiceratinops es un género de arañas araneomorfas de la familia Linyphiidae. Se encuentra en Rusia asiática.

## Lista de especies
Según The World Spider Catalog 12.0:
- Asiceratinops amurensis (Eskov, 1992)
- Asiceratinops kolymensis (Eskov, 1992)